# گازبو
گازِبو (ایتالیایی: Gazebo؛ زادهٔ ۱۸ فوریهٔ ۱۹۶۰) که نامش را در کشورهای انگلیسی‌زبان گازیبو می‌گویند، یک موسیقی‌دان، ترانه‌نویس، تهیه‌کننده موسیقی و خواننده اهل ایتالیا است. وی از سال ۱۹۸۲ میلادی تاکنون مشغول فعالیت بوده‌است.
ترانهٔ «من شوپن را دوست دارم» او، در پانزده کشور به صدر جداول موسیقی دست یافت.